# Nasi kandar
Nasi Kandar se trata de un plato muy popular en la cocina malaya, que posee su origen en Penang. Se trata de un simple plato de arroz cocido y al que se añade alguna especie, se suele servir con una variedad de currys de acompañamiento. La palabra Nasi Kandar proviene de un tiempo en el que nasi los vendedores de [arroz] callejeros podían kandar [balancear] los contenedores en sus espaldas. El nombre persistió y hoy en día la palabra Nasi Kandar es vista como un plato musulmán tamil o de los"restaureantes malasios" y musulmanes-indios que ofrecen este plato de arroz.

## Características
El arroz posee un aroma distintivo y se sirve con pollo frito, curry, a veces carne de ternera encubos, pescado, etc., gambas fritas o calamares fritos. El plato vegetariano elaborado de verduras se hace de brinjal (berenjena), okras (dedos de dama o "bendi"). Al servir se vierten una serie de currys sobre el arroz, a esta operación se le denomina 'banjir' (verter) y es capaz de impartir diversos sabores al arroz.